# Кармамеи (выселок)
Кармаме́и (чув. Кармами Выҫҫӑлкки, Мамишни, Ҫӗнӗ Кармами) — выселок в Канашском районе Чувашской Республики.  Входит в состав Чагасьского сельского поселения.

## География
Находится в центральной части Чувашии, на расстоянии приблизительно 9 км по прямой на юго-запад от районного центра города Канаш в верховье реки Ута.

## История
Образован в 1922 переселенцами из деревни Кармамеи. В 1922 году здесь уже проживало 126 человек, в 1926 было 28 дворов, 125 жителей, в 1939 – 168 жителей, в 1979 – 205. В 2002 году был 51 двор, в 2010 – 44 домохозяйства. В 1930 году был образован колхоз «Мами», в 2010 году действовал ООО «Канаш».

## Население
Постоянное население составляло 138 человек (чуваши 99%) в 2002 году, 138 в 2010.